# Charles Vernon Boys
Pour les articles homonymes, voir Boys.
Sir Charles Vernon Boys (15 mars 1855 – 30 mars 1944) est un physicien britannique, connu pour ses travaux expérimentaux et la précision de ses mesures.

## Enfance et début de carrière
Boys est le huitième enfant du révérend Charles Boys, vicaire de l'église anglicane de Wing (comté de Rutland). Il effectue ses études au sein du Marlborough College puis à l’École Royale des Mines (qui fait partie du département des sciences de la terre de l'Imperial College de Londres, où il étudie la physique sous la direction de Frederick Guthrie, et apprend seul les mathématiques lors de la préparation de son diplôme des mines et de métallurgie. Lors de ses études à l’École des Mines, il invente un dispositif mécanique (qu'il baptise « intégraphe ») destiné à tracer l'intégrale de fonctions. Il travaille brièvement dans l'industrie du charbon, avant d'accepter la proposition de Guthrie d'un poste de « démonstrateur ».

## Physique expérimentale
Boys obtient la reconnaissance pour son développement de la balance de torsion à fibre de quartz, qui lui permet de mesurer des forces extrêmement faibles. Il obtient la fibre de quartz pour sa balance en attachant une tige de quartz à un carreau d'arbalète, en chauffant cette tige jusqu'au point de fusion et en tirant le carreau . Il utilise cette invention pour développer un radiomètre capable de détecter les rayonnements lumineux émis par une seule bougie à une distance de plus d'un mile, et utilise cet instrument pour des observations d'astronomie. En 1895, il publie une mesure de la constante gravitationnelle G avec une précision plus grande que celle obtenue par Cavendish. La méthode qu'il utilise est basée sur la même théorie que celle de Cavendish, mais il utilise deux masses suspendues à une hauteur et deux autres masses très proches suspendues à une hauteur différente, pour minimiser les interactions entre deux masses opposées .

## Service public
En 1897, il travaille comme arbitre dans le cadre du Metropolitan Gas Act de 1860, où il est chargé d'estimer un prix juste pour le gaz de houille. Il travaille initialement sur le remplacement de la bougie « standard » utilisée pour déterminer la qualité du gaz d'éclairage, par la lampe au pentane de Augustus George Vernon Harcourt. Lorsque le chauffage devient la principale utilisation du gaz de houille, Boys engage des travaux de calorimétrie pour mesurer le contenu thermique du gaz, améliorant de manière substantielle la précision de la mesure. À cette époque, la consommation nationale de gaz s'élève à cinquante millions de livres pour le Royaume-Uni, si bien qu'une correction de 1 % sur cette facture représente une somme importante.
Boys travaille également sur la photographie à grande vitesse d'éclairs ou de balles de pistolet, et donne des conférences publiques sur les films de savon, qui sont rassemblées dans le livre Soap Bubbles: Their Colours and the Forces Which Mould Them, un classique de la vulgarisation scientifique. La première édition de ce livre est publiée en 1890, la deuxième en 1911, et il est toujours publié aujourd'hui. Il marque profondément l'écrivain Alfred Jarry, qui écrit en 1898 son ouvrage romanesque Gestes et opinions du docteur Faustroll, pataphysicien, dans lequel le Dr Faustroll est présenté comme un ami de C.V. Boys.
Boys n'en délaisse pas pour autant ses recherches sur les calculateurs : il fait en 1914 la recension pour Nature  du catalogue de l'exposition du tricentenaire de John Napier sur ces machines.

## Reconnaissance
Boys est assistant professor au Royal College of Science (maintenant Imperial College London) à South Kensington de 1889 à 1897, et examinateur à l'université de Londres. En 1899, il est l'orateur de la Conférence de Noël de la Royal Institution. Il est élu à la Royal Society en 1888 et fait chevalier en 1935. Il reçoit la Médaille Royale en 1896, la Médaille Rumford en 1924, et la Médaille Elliott Cresson en 1939.

## Distinctions
- Knight Bachelor